# Małgorzata Mirga-Tas

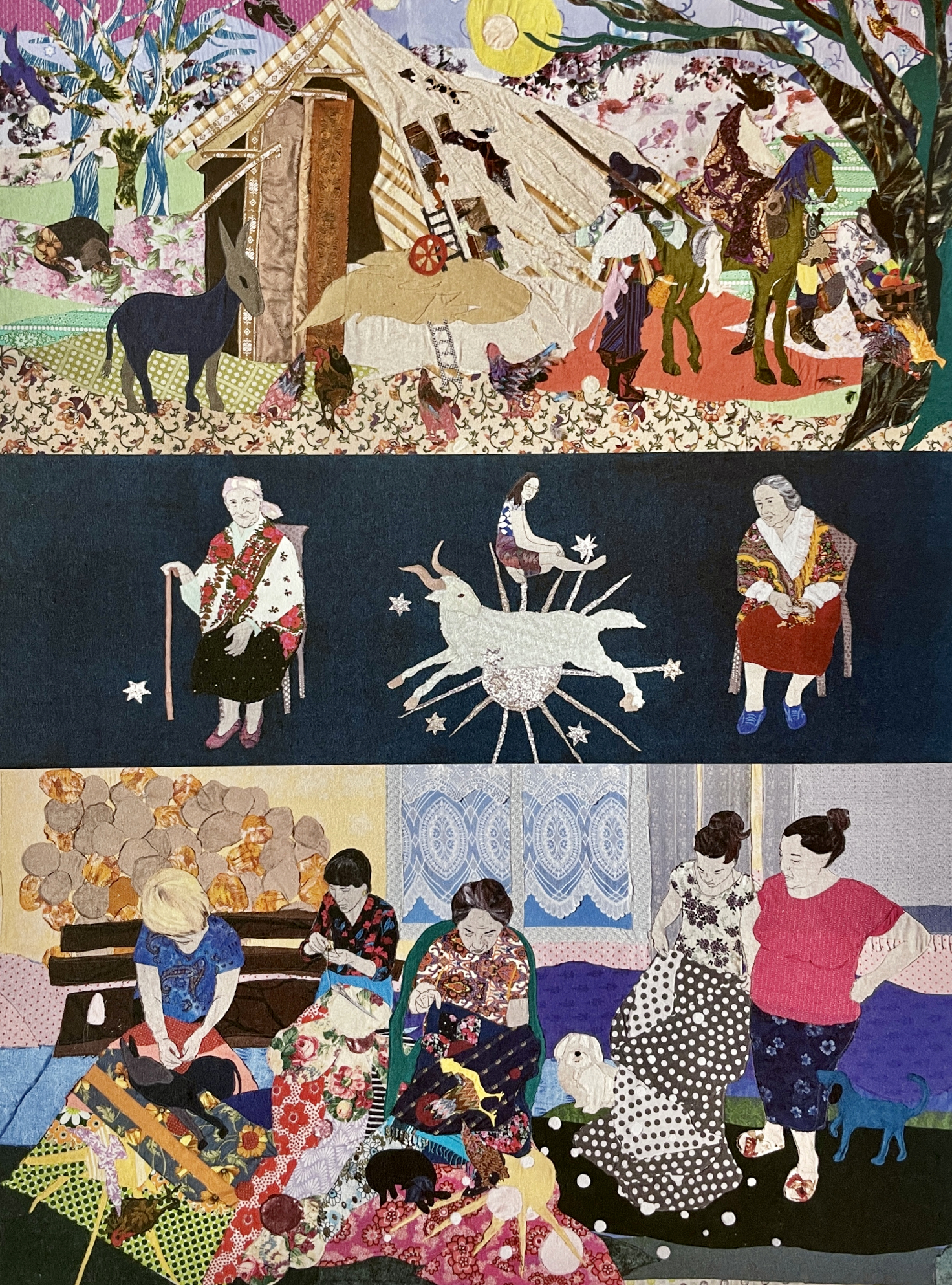
Małgorzata Mirga-Tas, Przeczarowując świat (fragment)

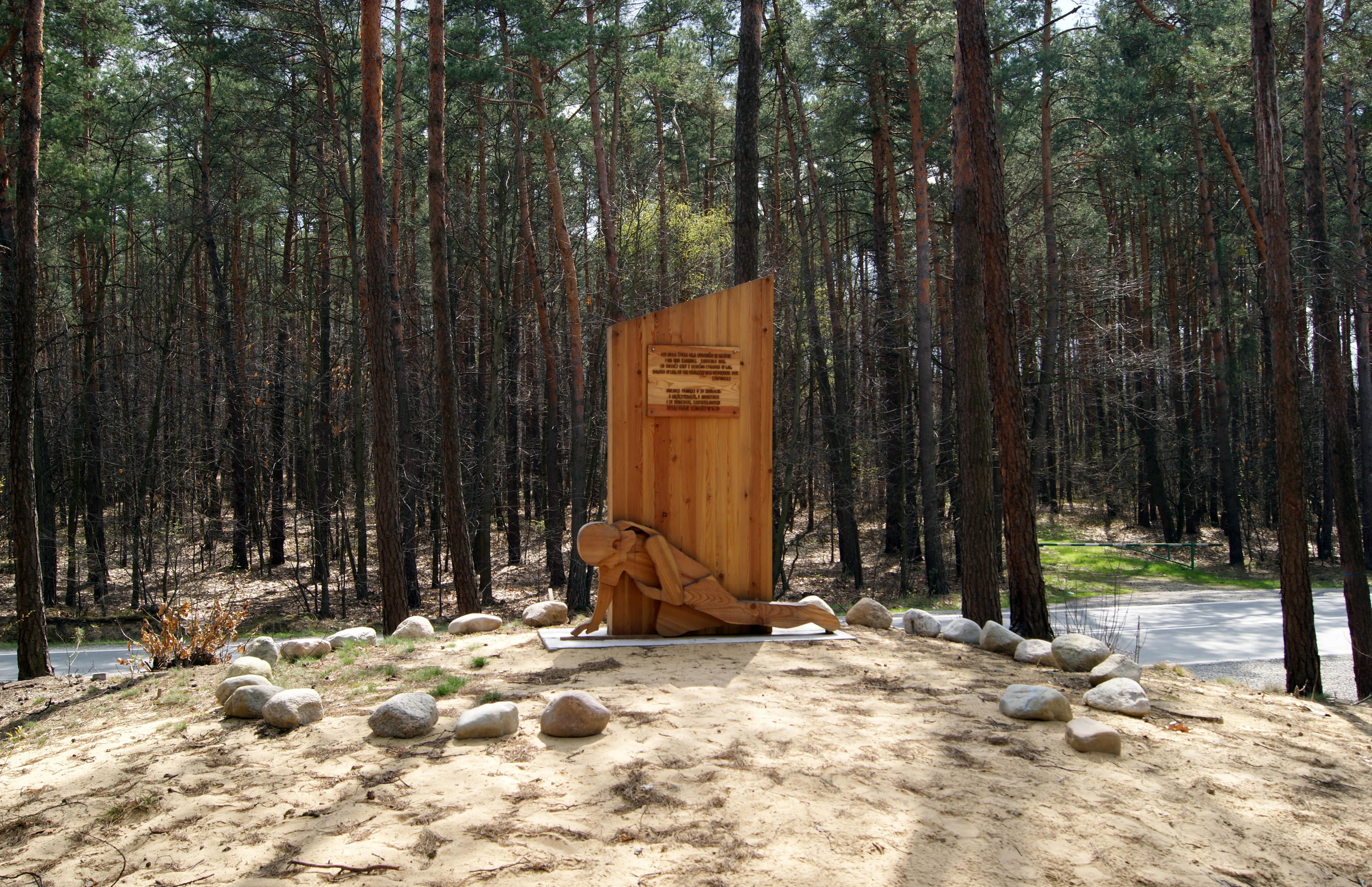
Borzęcin Pomnik Pamięci o Zagładzie Romów

Małgorzata Mirga-Tas (ur. 1978 w Zakopanem) – polsko-romska artystka wizualna, malarka, rzeźbiarka, edukatorka i aktywistka. 
Laureatka Paszportu „Polityki” i artystycznej Nagrody Sztuki im. Marii Anto i Elsy von Freytag-Loringhoven w 2020.

## Życiorys
Uczyła się w Zakopanem. Jest absolwentką Liceum Sztuk Plastycznych im. Antoniego Kenara. W 2004 roku uzyskała dyplom Akademii Sztuk Pięknych im. Jana Matejki w Krakowie na Wydziale Rzeźby.
Angażuje się w projekty społeczne przeciwdziałające wykluczeniu, dyskryminacji rasowej i ksenofobii. Założycielka ruchu Romani Art i pomysłodawczyni międzynarodowego programu rezydencji artystycznych Jaw Dikh!. W 2020 otrzymała Paszport Polityki.
Mieszka i tworzy w Czarnej Górze.

## Twórczość

### Przeczarowując świat
Projekt Małgorzaty Mirgi-Tas "Przeczarowując świat" został wybrany do Pawilonu Polskiego na 59. Międzynarodową Wystawę Sztuki Biennale w Wenecji. Wystawę można było oglądać od 23 kwietnia do 27 listopada 2022 roku. Instalacja składała się z dwunastu wielkoformatowych trójdzielnych tkanin nawiązujących do słynnego "kalendarzowego" cyklu fresków z Palazzo Schifanoia w Ferrarze. Fundamentalne dla europejskiej historii sztuki obrazy przedstawiające bogów olimpijskich, znaki zodiaku czy sceny z życia dworu w Ferrarze zostały wykorzystane przez artystkę do opowiedzenia o specyficznej polsko-romskiej tożsamości. Artystka przygotowała reinterpretacje tych obrazów i motywów poprzez włączenie do nich elementów kultury polsko-romskiej oraz "odczarowanie" stereotypowych narracji o Romach.
Dzieło Małgorzaty Mirgi-Tas było próbą poszerzenia polskiej oraz europejskiej ikonosfery i historii sztuki o przedstawienia kultury romskiej. Artystka stworzyła świat nieustannie poddawany "przeczarowywaniu", który stał się dla odbiorców rodzajem schronienia oferującego nadzieję i wytchnienie.
Większość materiałów i tekstyliów wykorzystanych przez Małgorzatę Mirgę-Tas pochodzi od osób, które artystka zna i niekiedy portretuje w swoich pracach. W pracy wykorzystane były też ubrania ze sklepów z używaną odzieżą, które – jak zauważyła artystka – zostały prawdopodobnie wyprodukowane w Indiach lub Chinach, a następnie trafiły do Polski. Upcykling tych tkanin i wykorzystanie znalezionych przedmiotów, takich jak karty do gry, szpilki i kolczyki, dodaje kolejną warstwę do pracy.
Obok wystawy stworzony został katalog w polskiej i angielskiej wersji językowej. Znajdowały się w nim teksty kuratorów oraz eseje zaproszonych pisarzy — Ali Smith i Damiana Le Basa, uczonej Ethel Brooks, a także wiersze Teresy Mirgi i Jana Mirgi.

## Wystawy
- Wyjście z Egiptu, Galeria Arsenał w Białymstoku (2021)
- 29. Ćwiczenia ceroplastyczne, Centrum Rzeźby Polskiej w Orońsku (2020)[13]
- Side Thawenca. Uszyte nićmi, Galeria Antoniego Rząsy (2019)[14]
- Romani Art, Muzeum Etnograficzne w Warszawie (2011)[15]
- Wędrujące obrazy, Międzynarodowe Centrum Kultury w Krakowie (2 grudnia 2022 – 5 marca 2023)[16]
- Przeczarowując świat, Zachęta – Narodowa Galeria Sztuki (29 kwietnia 2023 – 23 lipca 2023)[17]

## Nagrody i wyróżnienia
- 2015 oraz 2019 – laureatka wyróżnienia na 42. i 44. Biennale Malarstwa Bielska Jesień[18];
- 2018 – stypendystka Ministra Kultury i Dziedzictwa Narodowego;
- 2020 – laureatka Paszportu „Polityki” w kategorii Sztuki Wizualne[3] i artystycznej Nagrody Sztuki im. Marii Anto i Elsy von Freytag-Loringhoven[1].